# Anine Bing
Anine Irmelin Bing, född 30 november 1982, är en dansk fotomodell, designer  och sångerska.

## Karriär
Bing föddes i Danmark och vid tio års ålder flyttade hon Sverige där hon växte upp i Järna.
Bing har varit aktiv i modeindustrin sedan hon var 15 år gammal då hon började arbeta som modell. Vid 20 års ålder flyttade hon till USA och Los Angeles. Förutom sin musik och modellkarriär har Bing haft många designsamarbeten med olika varumärken som t.ex. Cooee. Under sommaren 2012 lanserade hon sin första egna kollektion under namnet Anine Bing. Märket blev väl mottaget och har fått mycket uppmärksamhet i media både i Sverige  och i USA. 
Bing har sedan tidig ålder varit mycket intresserad av musik och har samarbetat med låtskrivare såsom Guy Chamber och Anders Bagge. Bing är sångerska och låtskrivare i bandet Kill Your Darlings.

## Privatliv
Bing bor i Hollywood Hills, Los Angeles tillsammans med sin man. Bing har två barn, en dotter född 2011 och en son född 2013. I tre års tid, till och med den 29 oktober 2013 bloggade Bing för tidningen Mama. Numera har hon bloggplattformen Anine's World.